# Esther Schouten
Esther Schouten (* 28. Oktober 1977 in Hoorn, Niederlande) ist eine niederländische Profiboxerin und lebt in Magdeburg. Zurzeit ist sie WIBF-Weltmeisterin im Superbantamgewicht. 2001 wurde sie Europameisterin im Superbantamgewicht. Vor einer Krebserkrankung war sie bereits von 2002 bis 2005 WIBF-Weltmeisterin in dieser Gewichtsklasse.
Im Januar und Oktober 2009 kämpfte sie gegen Ina Menzer in der höheren Gewichtsklasse Federgewicht, sie verlor jedoch beide Kämpfe über 10 Runden nach Punkten.
Nach eigener Aussage ist ihr Vorbild Regina Halmich.